# Puerto Bonito (Chile)
Puerto Bonito es la localidad costera que se encuentra en el sector sur de la Isla Llancahué frente al Canal Comau y pertenece administrativamente a la comuna de Hualaihué, Provincia de Palena, Región de los Lagos, Chile. 
Puerto Bonito cuenta con una escuela rural y constituye una de las escuelas más aisladas de la comuna de Hualaihué junto a la escuela de Quiaca